# Аеробос 4: Ікс-фактор
Аеробос 4: Ікс-фактор (англ. Airboss IV: The X Factor) — американський бойовик 2000 року.

## Сюжет
Кінець XX століття відзначений різким підйомом біологічного тероризму. Для знищення біологічної зброї і терористів в США створюється унікальна команда, що складається з військового спецназу і хіміків.

## У ролях
| Актор                    | Роль          |
| ------------------------ | ------------- |
| Френк Загаріно           | Френк Вайт    |
| Демостенс Крісан         | Іван          |
| Блю Дін                  | адмірал Тодд  |
| Келлі Глісон             | Вітні Барретт |
| Т.Дж. Гленн              | Камаль        |
| Мішель Інгкавет          | доктор Кім    |
| Джон Крістіан Інгвордсен | Вебб Баклі    |
| Джеррі Кокіч             | Білл Мерфі    |
| Майкл Родрік             | Джоі          |
| Гленн Шолд               | Грегорі Бейтс |
| Расселл Стюарт           | Джим Бернард  |
| Лара Теодос              | Теммі Тодд    |